# Alnus glutinosa
Aulne glutineux, aulne noir, aulne poisseux
Espèce
Synonymes
- Alnus alnus Britton
- Alnus vulgaris Hill
- Betula alnus variety glutinosa Gaertn
- Betula glutinosa Lam

Statut de conservation UICN

 LC  : Préoccupation mineure
Répartition géographique

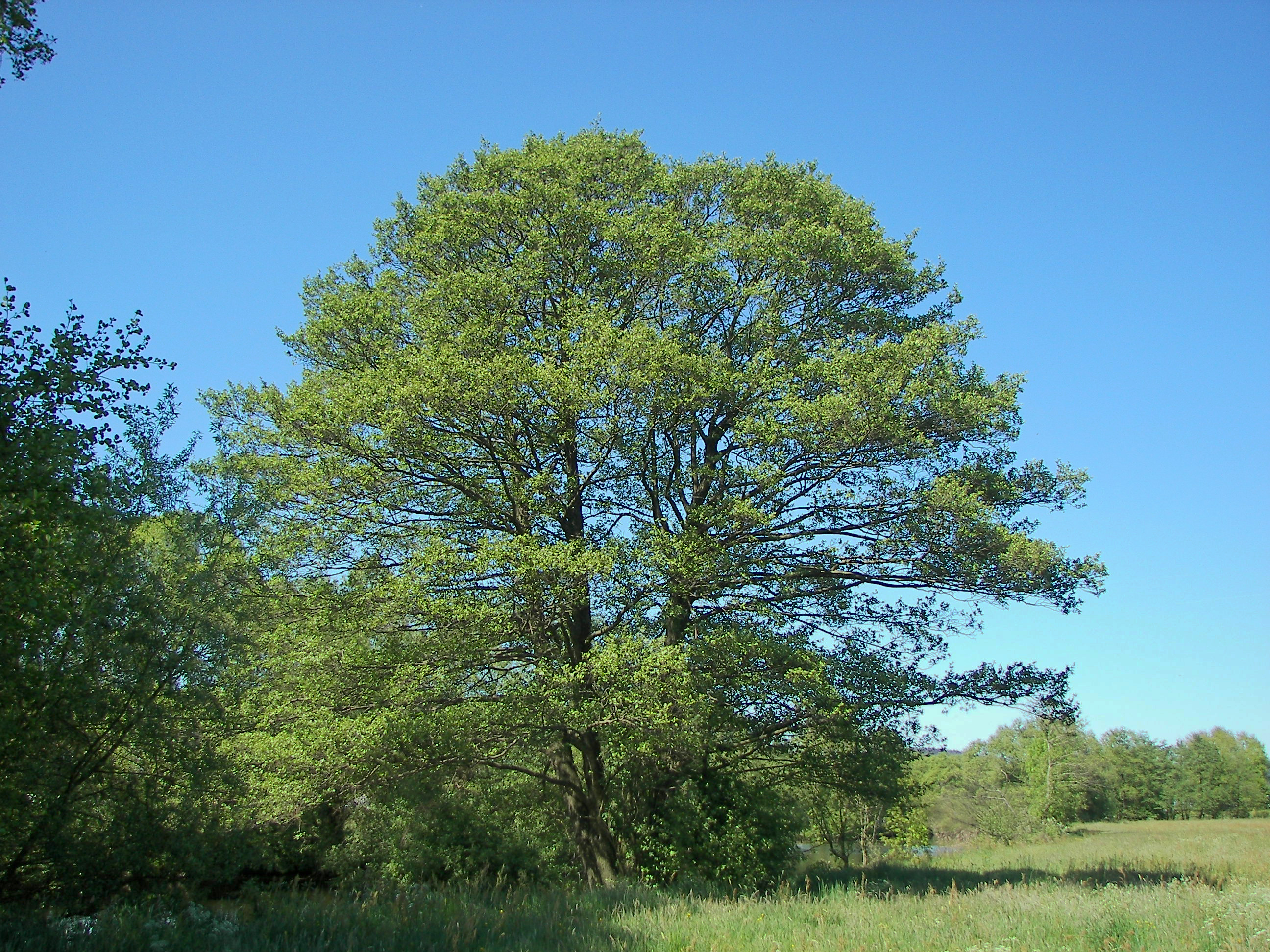
Un aulne noir en été à Marbourg.

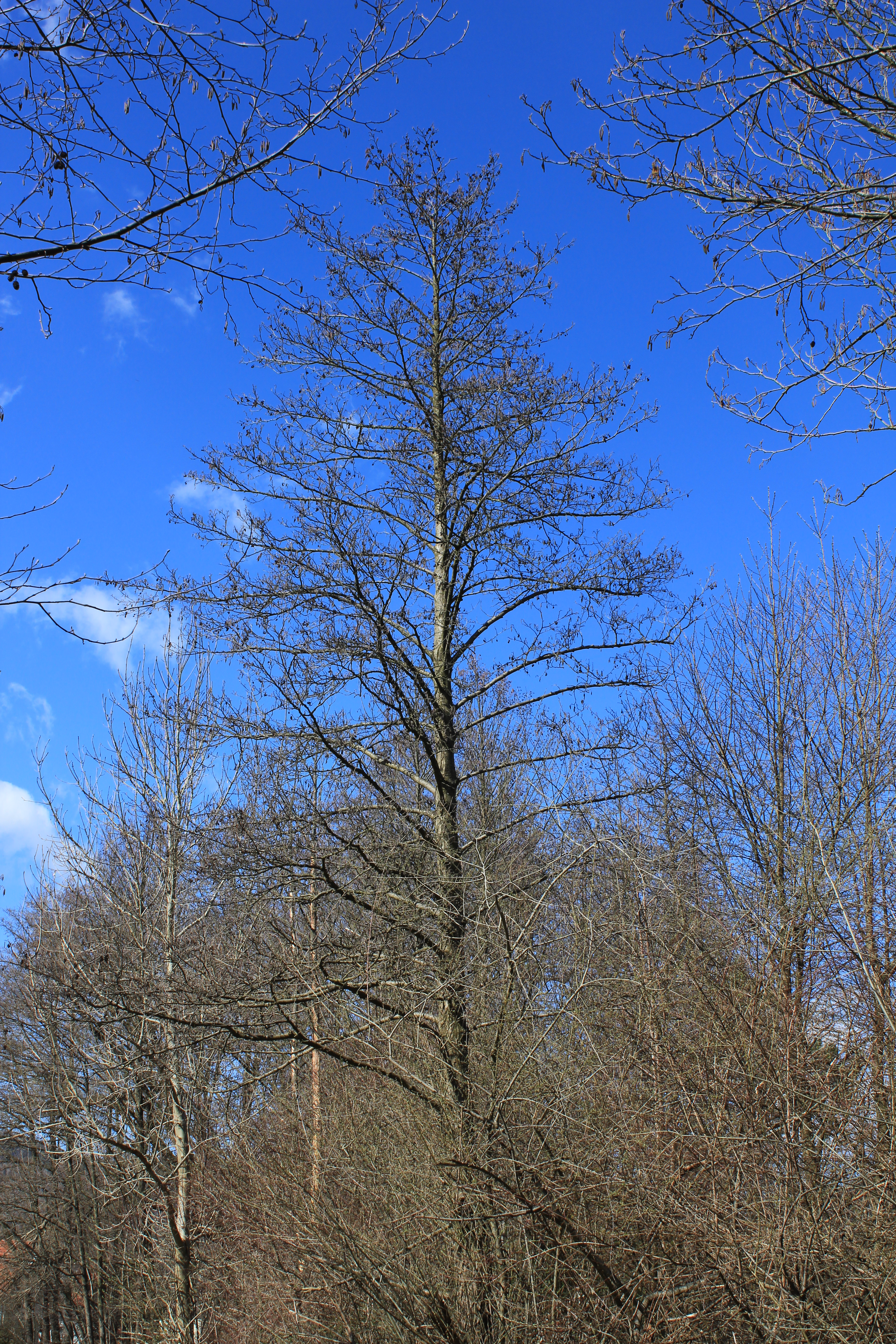
Un aulne noir en hiver en Styrie.

L’aulne glutineux, l’aulne noir, l’aulne poisseux (Alnus glutinosa), est une espèce d'arbre feuillu de la famille des bétulacées, très présent dans la flore indigène de l'Europe (Scandinavie comprise). Il est parfois appelé vergne ou verne.

## Description
L'aulne glutineux possède un port conique et son écorce est d'un brun noir et crevassée. 
Il peut atteindre une hauteur de 20 à 30 m, exceptionnellement jusqu'à 35 m. 
Ses feuilles sont ovales et tronquées au sommet (comme découpées d'un coup de ciseau). La face supérieure est vert foncé, luisante et gluante, tandis que la face intérieure est mate avec des touffes de poils à l'angle des nervures.
Les rameaux sont fins, souples, puis, en vieillissant, se couvrent de lenticelles. Les bourgeons sont violets, gluants et retirés du rameau.
L'espèce produit des chatons mâles et femelles. Les chatons mâles sont d'une longueur oscillant de 6 à 10 cm et les chatons femelles sont petits et globuleux. Les fruits (strobiles) sont en forme de cône vert devenant brun et ils sont globuleux d'un centimètre de diamètre.

## Exigences écologiques
Tempérament héliophile.

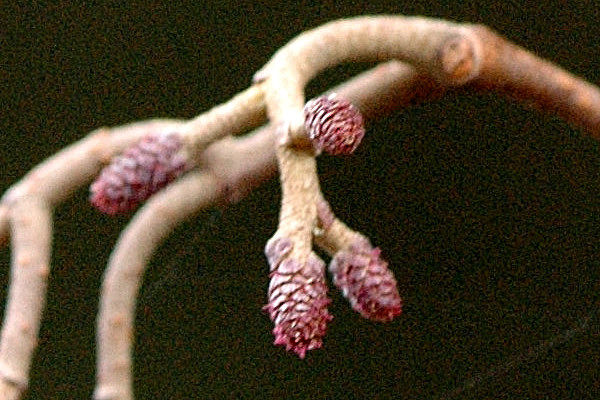
Inflorescence, appelée strobile.

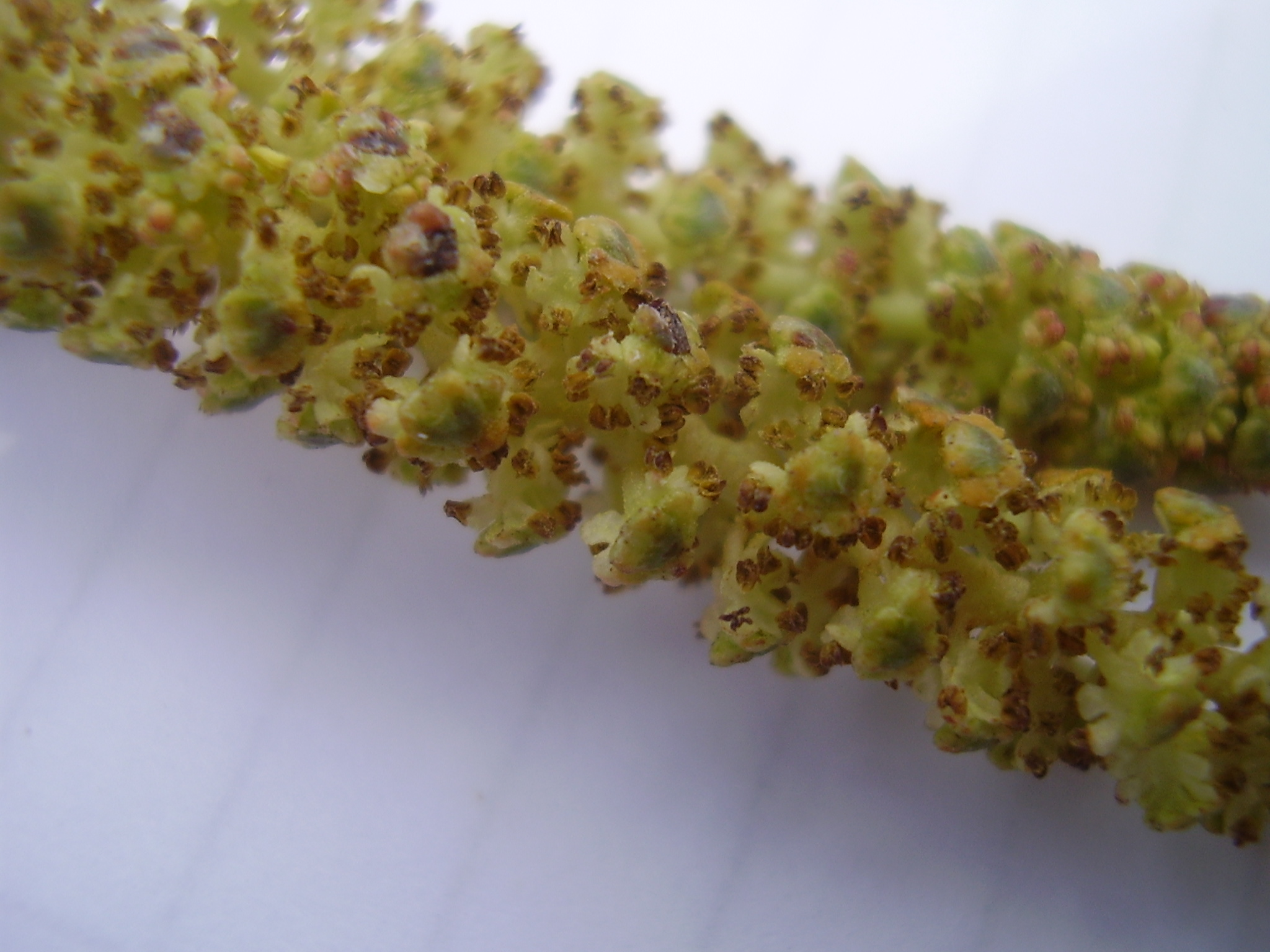
Inflorescence mâle.

Exigences hydriques : humide à très humide.
Exigences trophiques : sol moyennement acide à neutre malgré une préférence pour les sols acides. 
On trouve cette espèce à l'étage collinéen jusqu'à l'étage montagnard (1 200 mètres). C'est l'espèce d'aulne qui supporte le mieux l'eau stagnante et les sols lourds. L'aulne glutineux souffre très vite de la sécheresse contrairement à son voisin, l'aulne vert plus tolérant aux sols secs généralement, cet arbre se trouve sur les ripisylves car il apprécie les sols constamment humides. Cette particularité de pouvoir pousser les racines totalement immergées amène cet arbre à devoir développer une technique différente pour capter l'azote nécessaire à sa croissance. Habituellement prélevé par les racines dans la terre l'azote est, chez l'aulne glutineux, absorbé avec l'aide d'une bactérie présente sur ses racines appelée Frankia. 
C'est une espèce à tendance pionnière qui supporte mal la concurrence et a tendance à disparaître lorsque d'autres essences s'installent.

## État des populations, pressions réponses
L'aulne glutineux n'est pas considéré comme menacé, mais les aulnaies qui avaient notamment été conservées pour la production d'un charbon de bois apprécié pour les poudreries ont fortement régressé, au profit de la culture de peupliers (populiculture) ou du drainage des zones humides pour leur mise en culture, en pâture ou pour leur urbanisation.
La diversité génétique des populations d'aulnes glutineux a probablement souffert de l'artificialisation et du déboisement des berges et ripisylves des cours d'eau.

### Dépérissement des aulnes

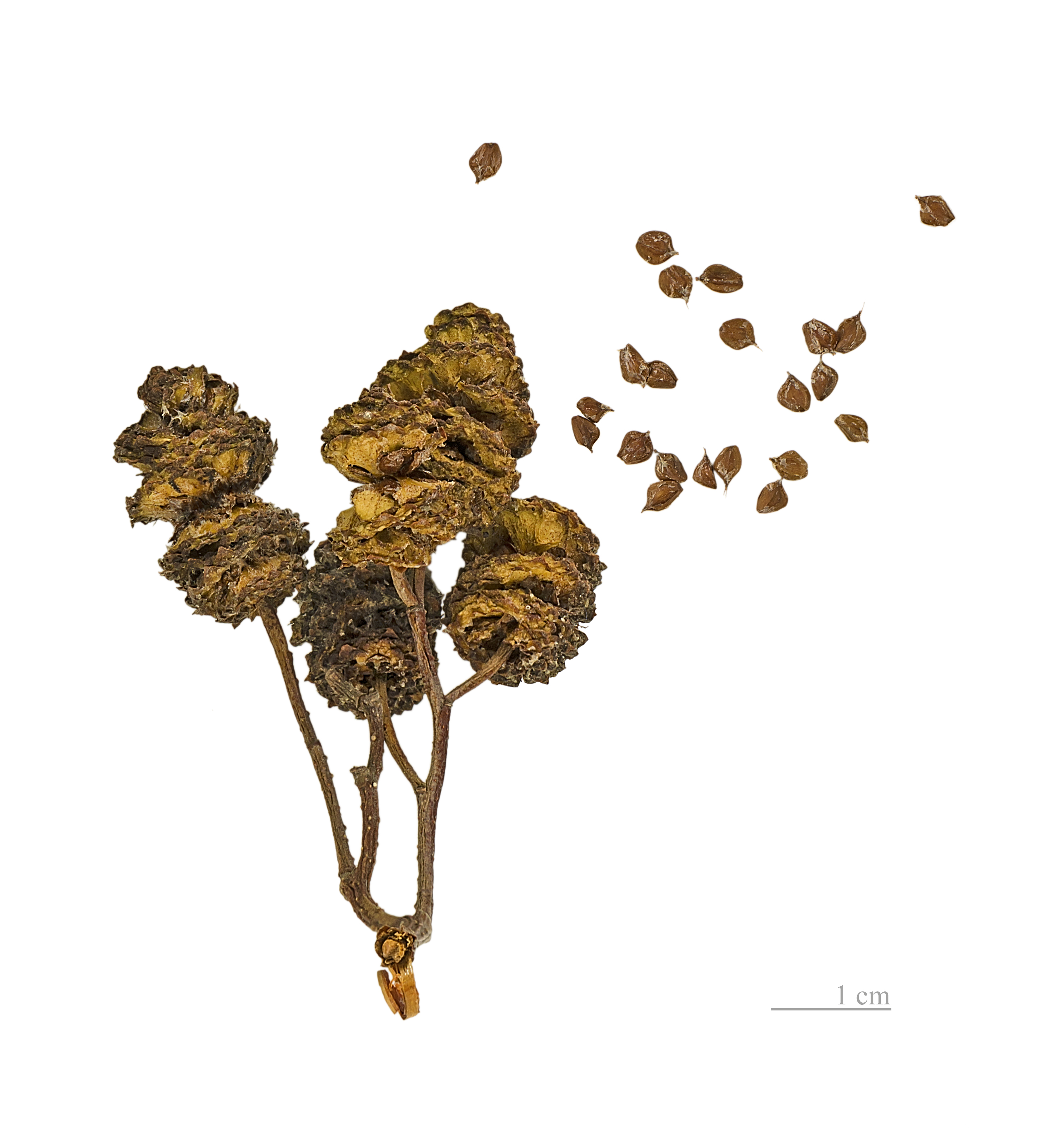
Infrutescences et Akènes - MHNT.

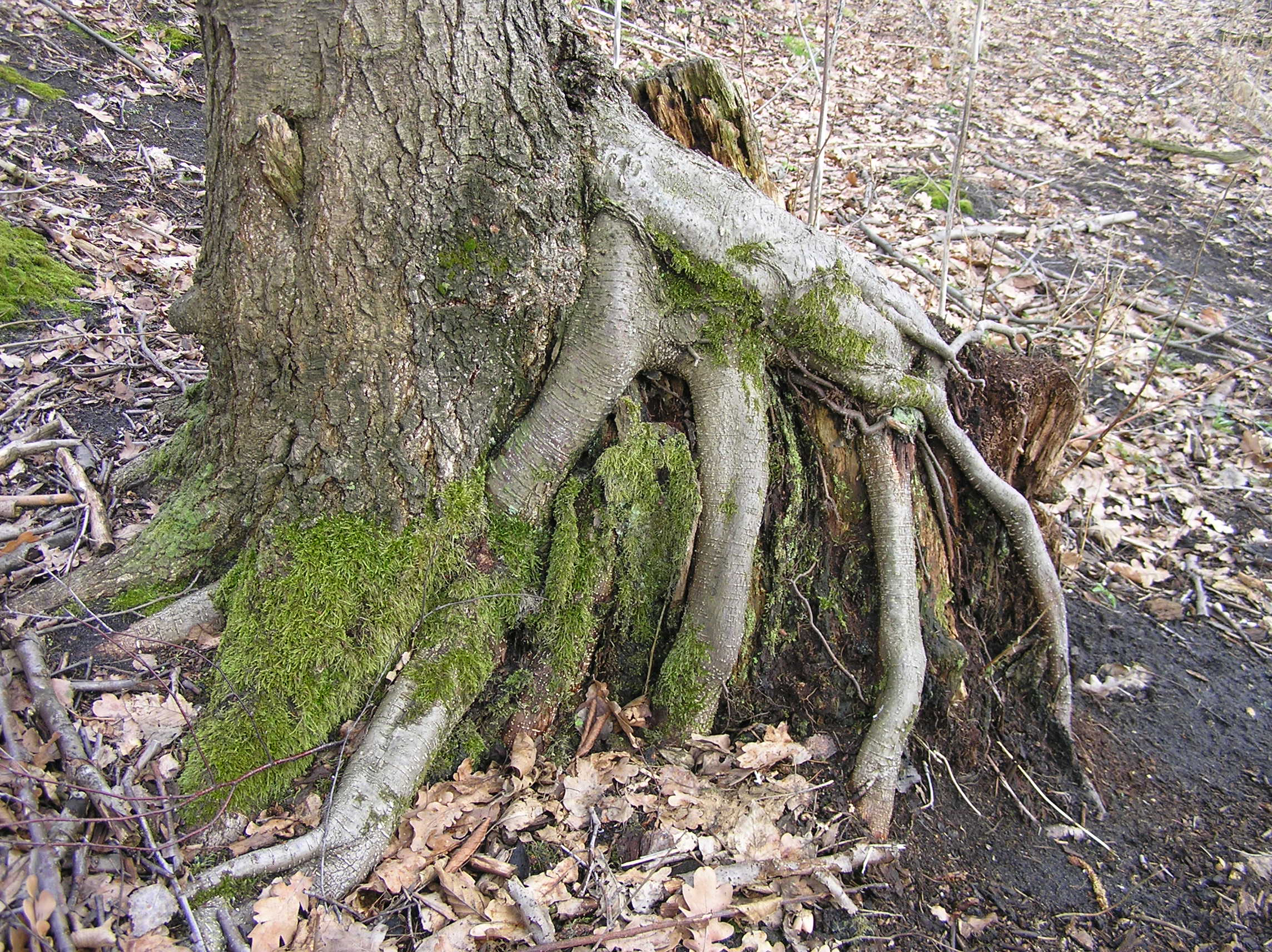
Comme toutes les espèces rivulaires ayant coévolué avec le castor, l'aulne glutineux se régénère très facilement par recépage, pratique dont il ne faut pas abuser pour limiter les risques d'infections bactériennes et fongiques et si l'on veut qu'il entretienne une large diversité génétique.

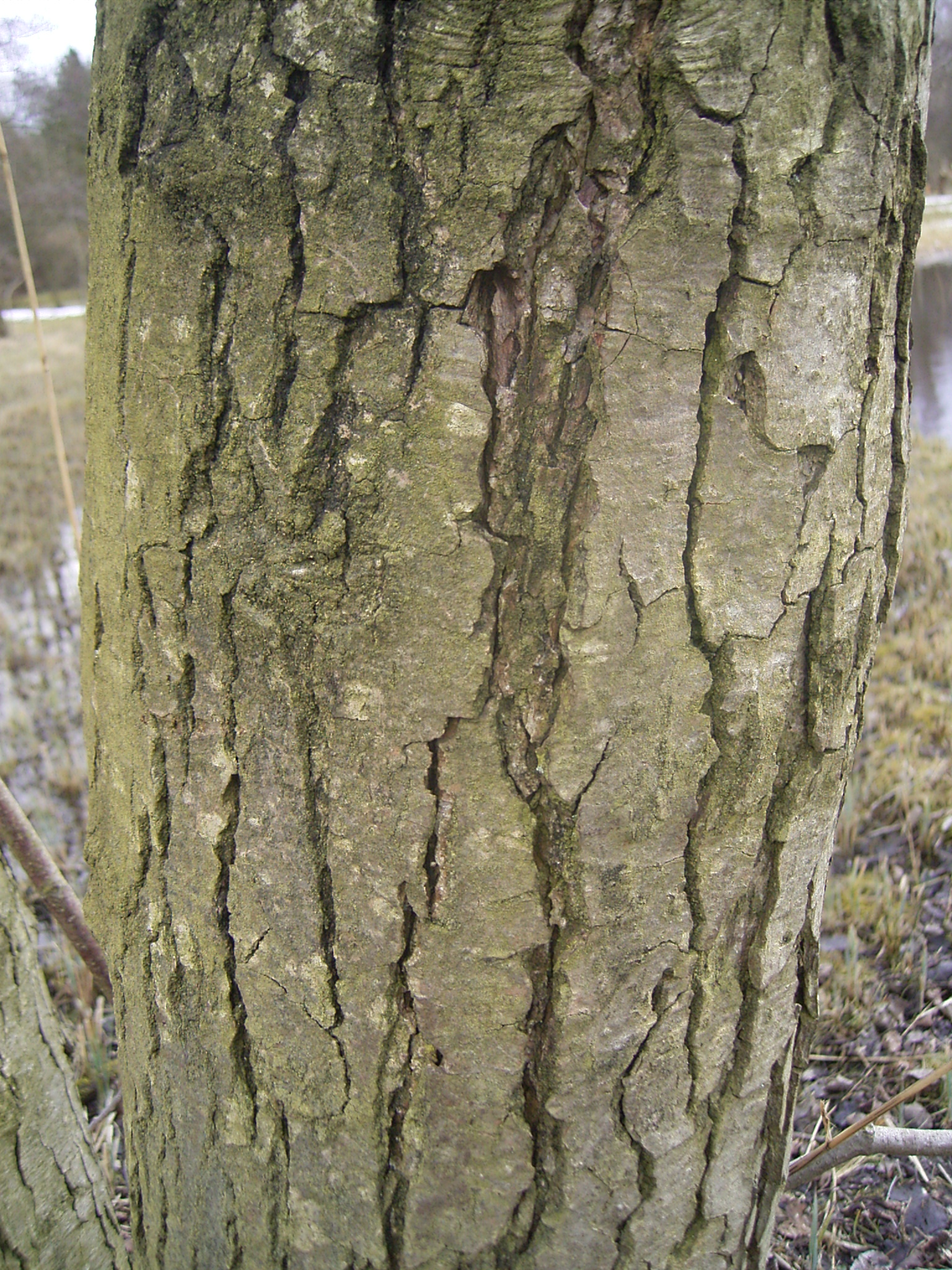
Aspect du tronc.

Le dépérissement des aulnes, est une maladie émergente présente en Europe et dans une moindre mesure en Amérique du Nord. Elle est due à Phytophthora alni qui provoque une pourriture létale des racines et du collet des aulnes. Elle progresse en Europe depuis les années 1990, sa cause principale étant l'hybridation nouvelle entre deux espèces proches. Ceci fait de l'aulne, avec l'orme, « l’espèce d'arbre la plus menacée dans les écosystèmes naturels européens ». La température de l'eau et la faiblesse du courant favorisent le dépôt d'inoculum au pied des arbres, et un contexte argilo-limoneux généralement agricole favorise de manière générale les espèces de Phytophthora.

### Galles et parasitisme des feuilles
La feuille de l'Aulne glutineux abrite fréquemment neuf galles différentes, dans les genres Eriophyes et Aceria dont :
- l'Eriophyes inangulis (Ériofie des nervures),
- l'Eriophyes laevis (Ériofie lisse) et
- l'Aceria brevitarsa (Galle des plaques feutrées de l'Aulne).

Ses racines sont le refuge d’une importante faune aquatique lorsqu'il pousse au bord d'un cours d'eau.
L'aulne semble, comme toutes les espèces d'arbres, sensible à un excès d'ozone troposphérique (nécrose des feuilles), fréquent lors des canicules, sous le vent des grandes agglomérations et des axes de circulation.

## Systématique
L'espèce Alnus glutinosa a été décrite initialement par le naturaliste suédois Carl von Linné, et reclassée par le botaniste allemand Joseph Gärtner en 1790.

### Noms vernaculaires
- aulne glutineux,
- aulne noir,
- aulne poisseux,
- verne ou vergne.

Dans le massif des Albères en Roussillon ainsi qu'en Catalogne, il était surnommé arbre nègre (arbre noir), à la fois du fait de son écorce foncée mais aussi à cause de la croyance selon laquelle les sorcières utilisaient son charbon pour tracer des cercles magiques.

### Taxinomie
Selon Catalogue of Life (8 juin 2014) et World Checklist of Selected Plant Families (WCSP) (8 juin 2014), il existe quatre sous-espèces :
- Alnus glutinosa subsp. glutinosa. Europe.
- Alnus glutinosa subsp. barbata, Nord de l'Anatolie (Rize, Trabzon, Artvin)
- Alnus glutinosa subsp. antitaurica. Sud de l'Anatolie, rare.
- Alnus glutinosa subsp. betuloides. Est de l'Anatolie.

et des variétés à usage décoratif :
- Alnus glutinosa var. laciniata (aux feuilles petites et profondément dentées).
- Alnus glutinosa var. incisa (Willd.) Regel (aux feuilles très petites et lobées)

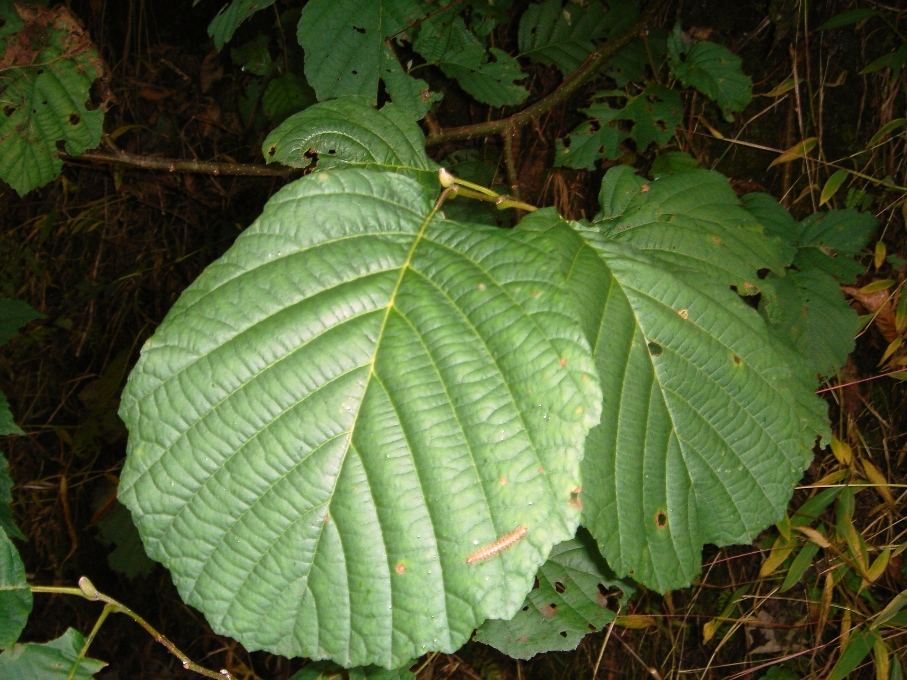
Alnus glutinosa glutinosa.
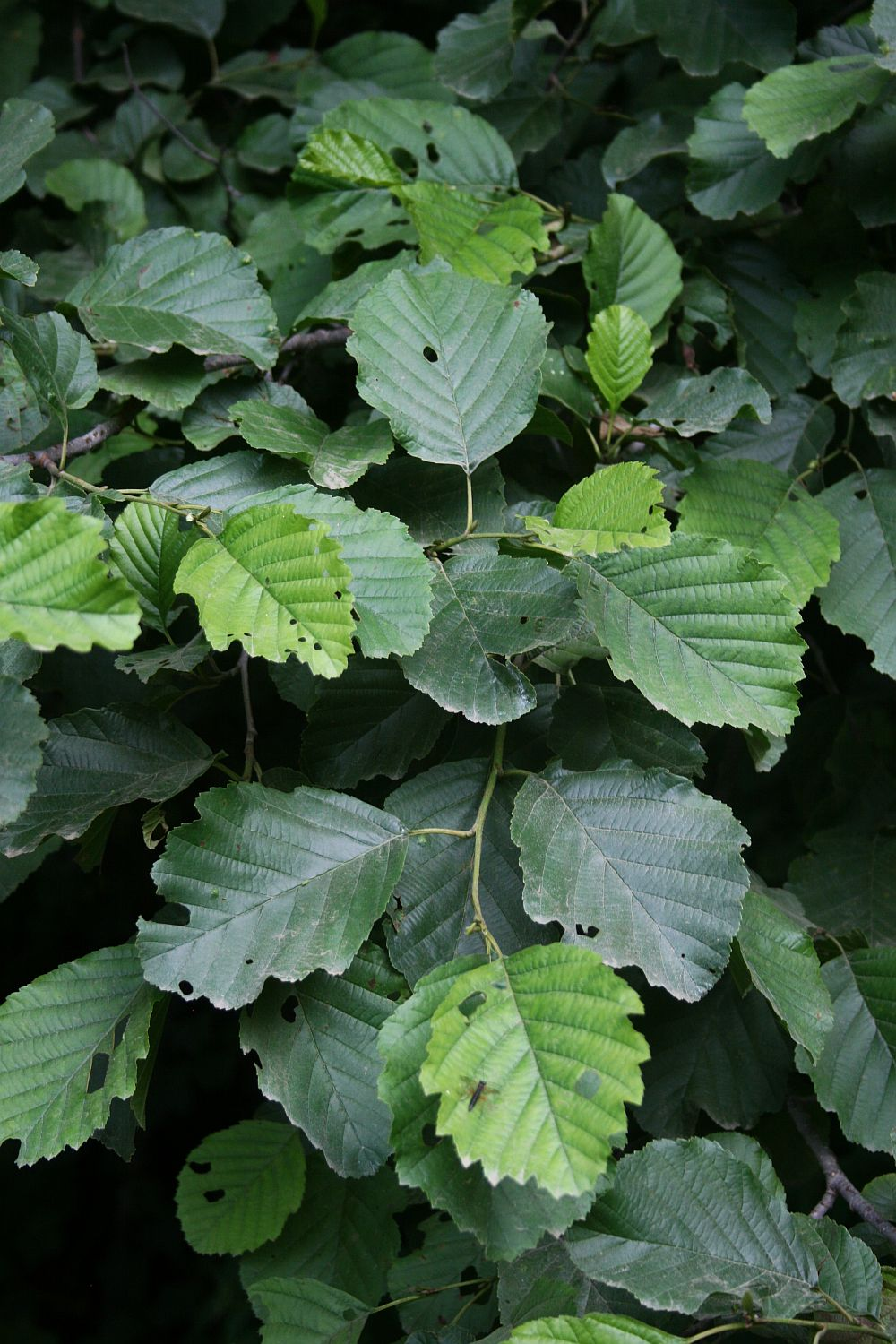
Alnus glutinosa barbata.
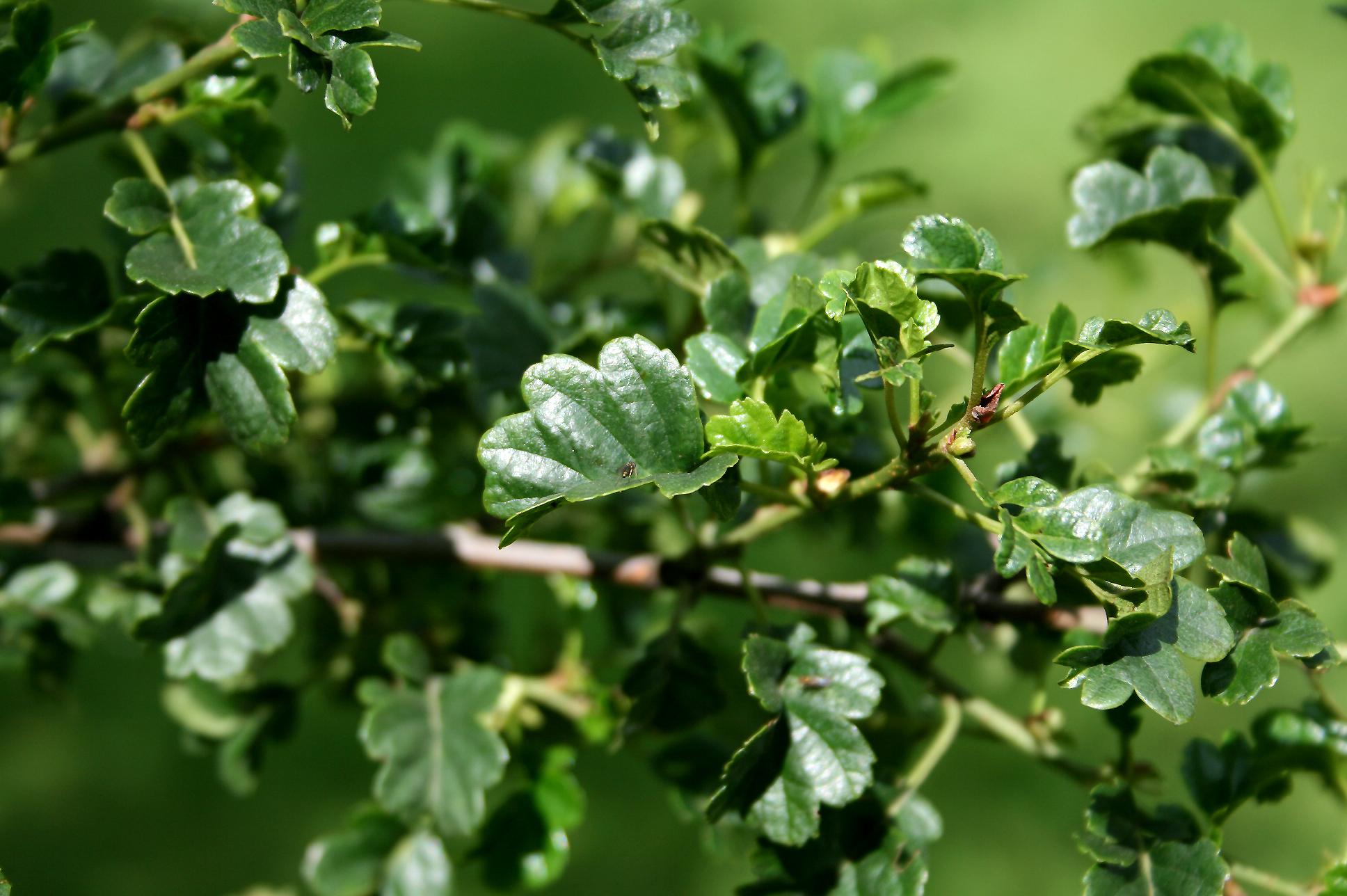
Alnus glutinosa 'Incisa’.

## L'aulne glutineux et l'humain
L'aulne permet de consolider les rives des cours d'eau grâce à son important système racinaire.
On l'utilise en foresterie pour préparer les sols qu'il assainit et enrichit avant la plantation de peupliers.
Il est considéré comme l'engrais vert des forestiers.[réf. souhaitée]
Au Japon, un type d'aulne serait utilisé pour préparer de futures terres agricoles[réf. nécessaire].
Il était utilisé au Moyen Âge par les chapeliers pour teindre les feutres en noir.
Il était autrefois le combustible préféré des boulangers et des verriers car il brûle rapidement en dégageant une vive chaleur et peu de fumée.

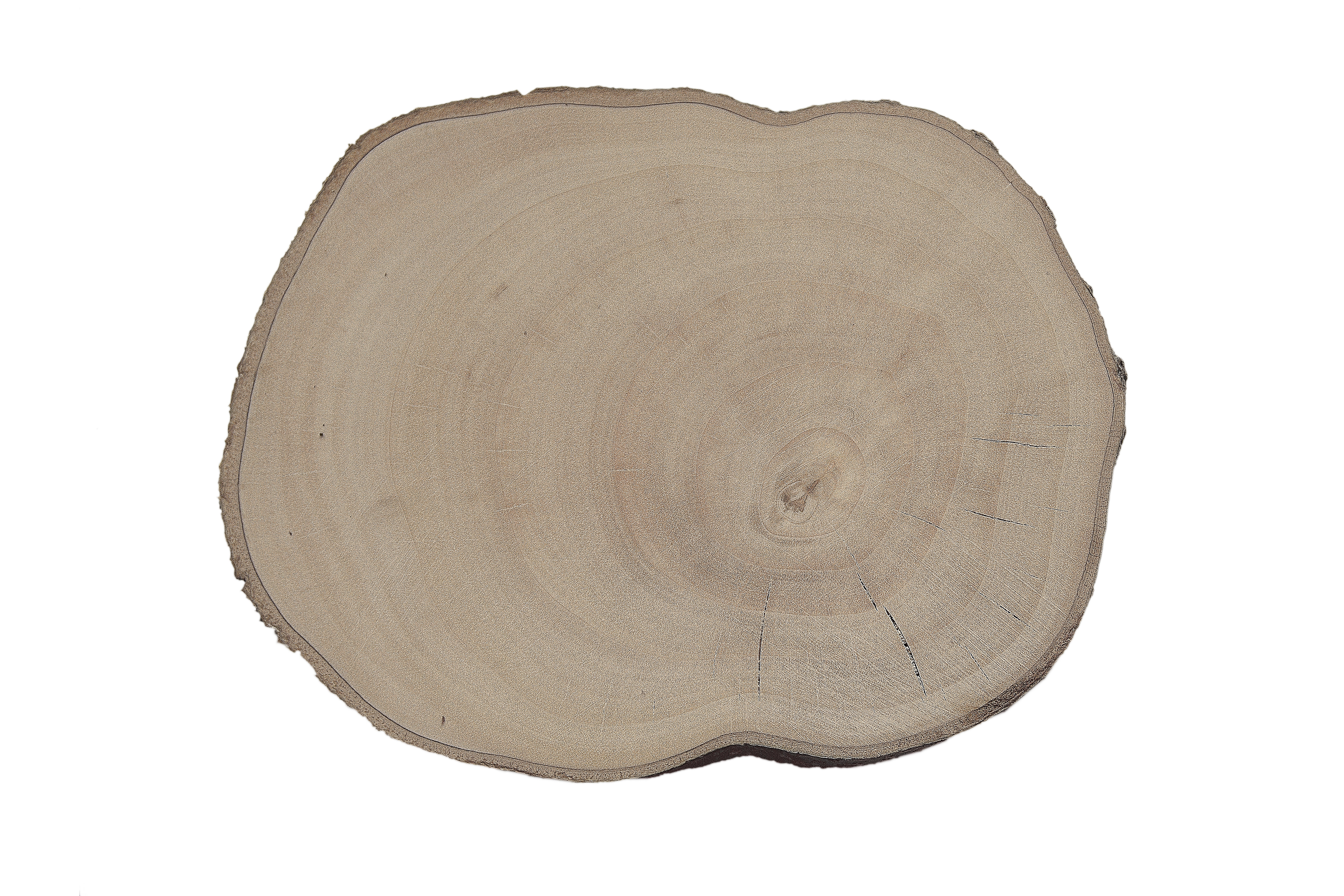
Alnus glutinosa - Muséum de Toulouse

Le bois d'Aulne pourrit dans l'air humide ; en revanche, il est réputé imputrescible dans l'eau : on l'utilisait pour faire des conduites d'eau souterraines et des rigoles. Il peut être utilisé en drainage : des fagots d'aulne bien serrés au fond de tranchées assurent longtemps l'écoulement de l'eau et l'aération des sols. 
La moitié de Venise serait bâtie sur des pilotis en Aulne.
Il peut être utilisé comme pare-feu productif autour de stations enrésinées.
Les racines et les feuilles d'aulne servent souvent de refuge à la faune environnante (y compris les insectes et des arachnides tels que les tiques). Lorsqu'on retourne les feuilles d'un aulne, on y trouve souvent de la vermine (terme qui aurait la même étymologie que « verne »). Autrefois, lorsqu'on voulait se débarrasser de la vermine dans une maison, un poulailler ou une écurie, on épandait sur le sol des feuilles de verne encore bien humides de rosée le matin et toute la vermine venait s'y mettre. Ensuite on jetait les feuilles au feu et le lieu était vidé de ces parasites.

### Cultivars
- Imperialis : peu volumineux, houppe conique, feuillage vert tendre, feuilles très découpées (même plus que la variété 'Laciniata'), branche grèle, hauteur 8 m. Croissance lente[9].
- Laciniata : comme le type avec des feuilles, houppe conique, port érigé, pousse plus vite que la variété 'imperialis'[9] ;
- Pyramidalis : port étroit[9] ;
- Incisa : arbre très lent à pousser, 12 m, petites feuilles qui font penser à l'aubépine[9] ;
- Aurea : il a une écorce orangée et des feuilles dorées surtout au débourrement[9].

## Croyances
En Roussillon, les sorcières étaient réputées utiliser son bois pour la fabrication de leurs baguettes magiques. Le proverbe foc de vern, foc d'infern (feu d'aulne, feu d'enfer) fait référence à la fois à la hauteur des flammes lorsqu'il brûle et aux feux de l'enfer. Dans le massif des Albères, toujours en Roussillon, il était accusé de deixar morir el seu pare de fred (ce qui signifie en catalan : laisser mourir son père de froid), en raison de sa piètre qualité comme bois de chauffage.